# Symphonie no 2 de Sessions
Pour les articles homonymes, voir Symphonie no 2.
La Symphonie no 2 de Roger Sessions, a été commencée en 1944 et terminée en 1946.
La symphonie est dédiée "To the Memory of Franklin Delano Roosevelt", qui est décédé pendant que Sessions était en train de composer l'Adagio tranquillo. La partition est datée de "Princeton-Gambier-Berkeley, 1944-46" - elle a été commencée à Princeton, la composition s'est poursuivie au Kenyon College à Gambier, Ohio, et a été terminée à l'Université de Californie à Berkeley.
Bien que l'œuvre ait été originellement commandée par le Ditson Fund de l'Université Columbia, la création a été faite par Pierre Monteux dirigeant l'Orchestre symphonique de San Francisco, les 9–11 janvier 1947,.

## Structure
La symphonie comporte quatre mouvements :
1. Molto agitato - Tranquillo e misterioso  (ré mineur - toutes les tonalités sont "plus ou moins" indicatives[4])
2. Allegretto capriccioso (fa mineur)
3. Adagio tranquillo ed espressivo (si bémol mineur)
4. Allegramente (ré majeur)

Durée : environ 25 minutes

## Enregistrements
- Orchestre philharmonique de New York (dir. : Dimitri Mitropoulos) (Columbia LP, 1950 and CRI CD)
- Orchestre symphonique de San Francisco (dir. : Herbert Blomstedt) (London CD, 1994)